# Acuario y museo del Río Miño
El Acuario y museo del Río Miño (en portugués: Aquamuseu do Rio Minho) está localizado en Vila Nova de Cerveira, en Portugal.
En el aquamuseu está recreado todo el curso del río Miño, de sus especies (están representadas 40 vivas), y de las tradiciones y actividades que le están asociadas.
El conjunto de acuarios, que varían entre los 1200 y los seis mil litros, están ordenados de forma que permiten un viaje a lo largo de todo el río, comenzando por su origen, en Lugo, (España) y terminando en foz, en Caminha, Portugal.
Fue inaugurado el 13 de julio de 2005.